# Ешен-Маурен (футбольний клуб)
Ешен-Маурен (нім. Unterländer Spielervereinigung Eschen-Mauren) — ліхтенштейнський футбольний клуб з міста Ешен. Виступає в швейцарській Першій лізі (третій групі). П'ятиразовий володар кубку Ліхтенштейну. Останній раз команда завоювала кубок Ліхтенштейна з футболу в 2012 році — в серії пенальті з рахунком 6:4 переграли Вадуц.

## Історія
Клуб був заснований за рахунок злиття футбольних команд Ешен та Маурен. Маурен існував з 1954 до 1959 року., а Ешен був заснований у 1960 році, а в 1963 — реорганізований в USV Mauren. Цей рік і вважається офіційною датою заснування клубу. Через два роки ім'я клубу набуло остаточної назви — USV Eschen-Mauren.
З 1975 року грав у Другій Швейцарській лізі. Ешен-Маурен вперше вийшов у Першу лігу за результатами сезону 1998/99, але протримався там тільки один рік. У сезоні 2007/08 Ешен-Маурен знову опинився у Першій лізі, в якій і грає дотепер. Домашні матчі команда проводить на стадіоні «Шпортпарк Ешен-Маурен», що розрахований на 2 100 глядачів.
У 2012 році клуб вперше взяв участь у єврокубках. У другому раунді кваліфікації Ліги Європи він був вибитий ісландським Гапнарфйордуром із загальним рахунком 1:3 (1:2 на виїзді та 0:1 вдома).

## Досягнення
Кубок Ліхтенштейну
- Володар (5 разів): 1976, 1977, 1978, 1987, 2012
- Фіналіст (18 разів): 1979, 1982, 1983, 1985, 1988, 1989, 1990, 1995, 1996, 1998, 2002, 2005, 2009, 2010, 2011, 2014, 2017, 2022

Міжрегіональна ліга Швейцарії
- Переможець (2 рази): 1998/1999, 2007/2008

## Виступи в єврокубках
| Сезон   | Змагання    | Раунд | Клуб          | Рахунок  |
| ------- | ----------- | ----- | ------------- | -------- |
| 2012/13 | Ліга Європи | 1Q    | Гапнарфйордур | 1-2, 0-1 |